# Rajd Arktyczny 1974
Rajd Arktyczny 1974 (9. Marlboro Arctic Rally) – 9 edycja rajdu samochodowego Rajd Arktyczny rozgrywanego w Finlandii. Rozgrywany był od 31 stycznia do 2 lutego 1974 roku. Była to pierwsza runda Rajdowych Mistrzostw Europy w roku 1974 oraz pierwsza runda Rajdowych Mistrzostw Finlandii.

## Klasyfikacja rajdu
| Miejsce                      | Kierowca                     | Pilot                        | Samochód                     | Czas                         | Strata                       |                              |
| Klasyfikacja generalna i ERC | Klasyfikacja generalna i ERC | Klasyfikacja generalna i ERC | Klasyfikacja generalna i ERC | Klasyfikacja generalna i ERC | Klasyfikacja generalna i ERC | Klasyfikacja generalna i ERC |
| ---------------------------- | ---------------------------- | ---------------------------- | ---------------------------- | ---------------------------- | ---------------------------- | ---------------------------- |
| 1.                           | Tapio Rainio                 | Erkki Nyman                  | Saab 96 V4                   | 7:32:08                      | 0.0                          |                              |
| 2.                           | Stig Blomqvist               | Hans Sylvan                  | Saab 96 V4                   | 7:33:13                      | +1:05                        |                              |
| 3.                           | Timo Mäkinen                 | Erkki Salonen                | Ford Escort RS 1600 MKI      | 7:33:18                      | +1:10                        |                              |
| 4.                           | Markku Alén                  | Ilkka Kivimäki               | Ford Escort RS 1600 MKI      | 7:33:29                      | +1:21                        |                              |
| 5.                           | Simo Lampinen                | Juhani Markkanen             | Saab 96 V4                   | 7:42:17                      | +10:09                       |                              |
| 6.                           | Per Eklund                   | Björn Cederberg              | Saab 96 V4                   | 7:47:15                      | +15:07                       |                              |
| 7.                           | Bror Danielsson              | Bo Sundberg                  | Opel Ascona                  | 7:51:21                      | +19:13                       |                              |
| 8.                           | Pentti Airikkala             | Heikki Haaksiala             | Opel Ascona                  | 7:52:06                      | +19:58                       |                              |
| 9.                           | Curt Malmgren                | Göran Jonsson                | Saab 96 V4                   | 7:55:35                      | +23:27                       |                              |
| 10.                          | Dag Pettersson               | Roland Bergsten              | Saab 96 V4                   | 7:56:57                      | +24:49                       |                              |